# Štěpánka
Štěpánka – kamienna, neogotycka wieża widokowa wznosząca się na szczycie Hvězda (958 m n.p.m.) w Górach Izerskich, położona w pobliżu wsi Příchovice w kraju libereckim w Czechach. Wieża ma wysokość 24 m, do drugiej galerii widokowej na wysokości 21 m wiedzie 81 schodów.
Budowę wieży rozpoczęto w 1847 r. z inspiracji arcyksięcia Stefana (Stephanshöhe, cz. Štěpána, skąd pochodzi jej nazwa), którym w owym czasie nadzorował budowę drogi pomiędzy Libercem a Trutnovem. Kamień węgielny położono 27 lipca 1847 r. i wkrótce budowla osiągnęła wysokość 6 m. Jednak we wrześniu 1847 r. arcyksiążę Stefan został przeniesiony przez cesarza na Węgry i budowa została przerwana. Dokończono ją po ponad 40 latach według projektu prof. Brausewettera z Liberca. Wieża została otwarta 14 sierpnia 1892 roku przy udziale ośmiu tysięcy ludzi.
Na skałach przy wieży znajduje się kamienny stół z ławką oraz tablica pamiątkowa odsłonięta 8 czerwca 2008, upamiętniająca rozpoczętą tutaj fikcyjną ekspedycję w góry Ałtaju powziętą w 2007 przez Jarę Cimrmana.